# Moldavian Airlines

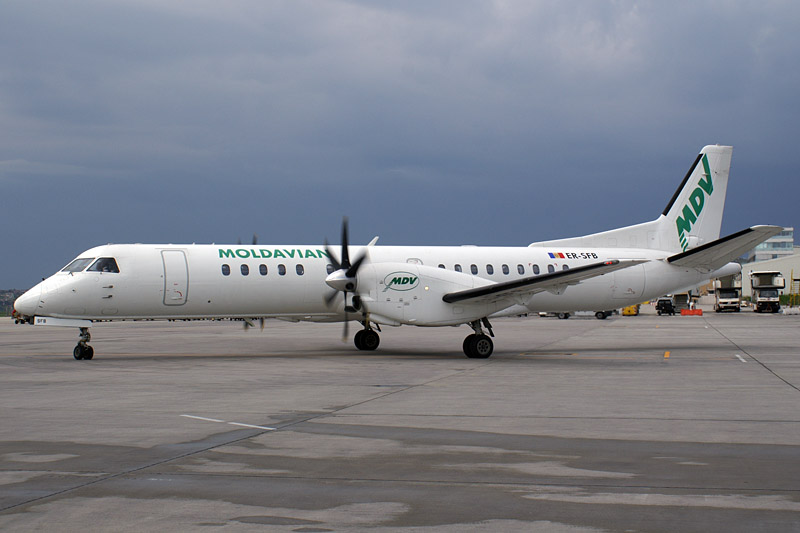
Saab 2000 de Moldavian Airlines.

Moldavian Airlines est une compagnie aérienne de Moldavie fondée en 1994. Elle ne dessert, en ligne régulière que Budapest à partir de Chișinău et Timișoara.
Code AITA : 2M.

## Codes
- IATA Code: 2M
- OACI Code: MDV
- Callsign: Moldavian